# Княжество Сперлинга
Княжество Сперлингa (итал. Principato di Sperlinga, фр. Principauté de Sperlinga) — феодальное государство, занимавшее южную оконечность Италии. Было создано в 1597 году для Джованни Натоли I (князь Сперлинга), старшего сына Бласко Ланза, как часть мирного соглашения между ним и его младшим братом. Княжество просуществовало до 1658 года, управляясь различными династиями.

## Князья Сперлингa
- Династия Натоли:
  - 1597—1626 Джованни Натоли I (князь Сперлинга)